# رضوان قلعجی
رضوان قلعجی (عربی: محمد رضوان قلعجي؛ زادهٔ ۱۹ ژانویهٔ ۱۹۹۲) یک ورزشکار اهل سوریه است.
از باشگاه‌هایی که در آن بازی کرده‌است می‌توان به باشگاه فوتبال الاتحاد سوریه، و باشگاه ورزشی المحرق، باشگاه فوتبال منامه، باشگاه فوتبال الاتحاد سوریه، و تیم ملی فوتبال زیر ۲۳ سال سوریه اشاره کرد.
وی همچنین در تیم‌های ملی فوتبال Syria U-16 Syria U-19 Syria U-22 بازی کرده است.